# Verwaltungsgemeinschaft Erlbach-Stübnitzthal

Lage der ehemaligen Verwaltungsgemeinschaft im Landkreis Greiz

In der Verwaltungsgemeinschaft Erlbach-Stübnitzthal im heutigen thüringischen Landkreis Greiz hatten sich zuletzt vier Gemeinden zur Erledigung ihrer Verwaltungsgeschäfte zusammengeschlossen.

## Die Gemeinden
1. Hartmannsdorf
2. Niederndorf
3. Rüdersdorf
4. Töppeln

## Geschichte
Die Verwaltungsgemeinschaft wurde am 3. Juni 1992 gegründet. Ihre Auflösung erfolgte am 14. März 1996. Für Hartmannsdorf wurde Bad Köstritz erfüllende Gemeinde. Niederndorf, Rüdersdorf und Töppeln wurden selbständige Gemeinden.
Am 31. Dezember 1995 betrug die Einwohnerzahl 2836, ein Jahr zuvor 2707.